# Les Mariés d'un jour
Les Mariés d'un jour est un film muet français réalisé par Louis Feuillade et sorti en 1916.

## Fiche technique
- Réalisation : Louis Feuillade
- Société de production : Société des Établissements L. Gaumont
- Format : Muet - Noir et blanc - 1,33:1 - 35 mm
- Métrage : 780 m
- Pays de production : France
- Date de sortie :
  - France : mai 1916

## Distribution
- Marcel Lévesque
- Édouard Mathé
- Musidora